# 慈元殿
慈元殿，位于中国广东省江门市新会区古井镇官冲村崖山。慈元殿碑刻位于殿内。
南宋祥兴元年（1278年），宋将张世杰拥宋少帝驻崖山。立正殿名慈元殿，是杨太后议政居住的地方。南宋亡后，崖山行宫成废墟。1491年，陈献章建议布政使刘大夏奏请建慈元殿于崖山，以纪念杨太后。弘治七年（1494年），慈元殿竣工。1941年，日军侵占新会地区，慈元殿受破坏，成废墟。1959年，重建慈元殿。
1979年，列入新会县文物保护单位，今为新会区文物保护单位。